# Neuer jüdischer Friedhof (Lüdenscheid)

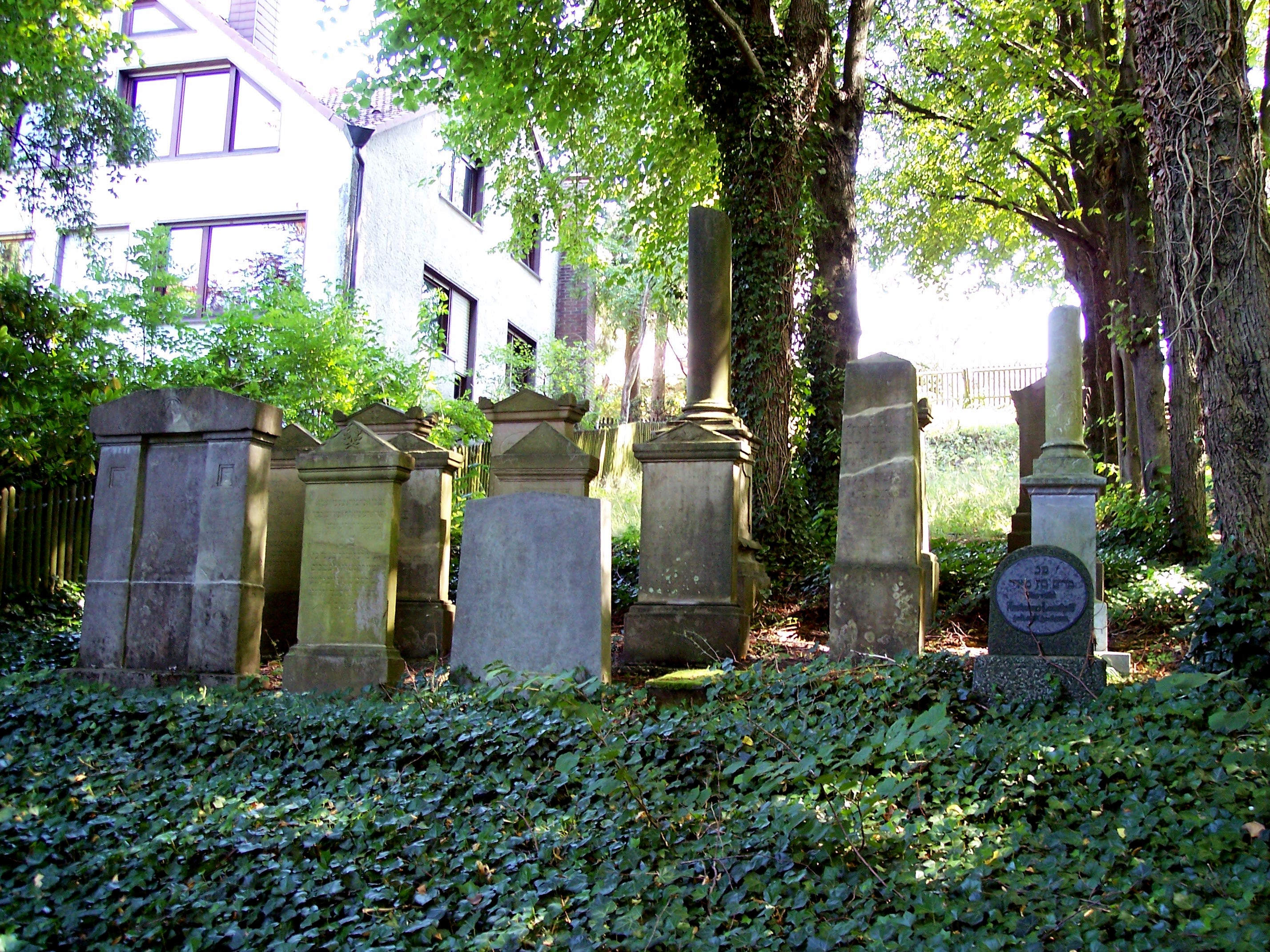
Neuer Jüdischer Friedhof (2009)

Der Neue Jüdische Friedhof Lüdenscheid ist ein jüdischer Friedhof in der Stadt Lüdenscheid im Märkischen Kreis in Nordrhein-Westfalen. Er liegt im Süden des Stadtteils Ramsberg. Auf ihm befinden sich zirka 50 Grabsteine.

## Geschichte
Der Friedhof wurde in der Zeit von 1887 bis 1940 belegt. Vom Alten Friedhof an der Knapperstraße wurden 1955 die Gräber der Familie Lennhoff hierher verlegt. Der Friedhof ist als Baudenkmal geschützt.

## Pflege des Friedhofs
Die Initiative „Niemand wird vergessen“, ein Zusammenschluss junger Leute aus Lüdenscheid und Umgebung, möchte die Erinnerungen aufrechterhalten, gegen das Vergessen angehen und dabei auch ganz gezielt aktiv werden. In Absprache mit dem zuständigen Rabbiner der jüdischen Gemeinde in Dortmund und dem STL (Stadtreinigungs-, Transport und Baubetrieb Lüdenscheid) haben die jungen Leute in diesem Rahmen den alten jüdischen Friedhof am Ramsberg „leicht verschönert“ und wieder etwas mehr in Ordnung gebracht. Deshalb haben sie vom 7. bis 10. Juni 2012 so genannte „Wiederherstellungsmaßnahmen“ auf dem jüdischen Friedhof durchgeführt. Im Rahmen dieser Maßnahmen wurde der Efeu geschnitten, das Moos entfernt, das Unkraut gejätet, das Tor gestrichen, das Laub gefegt und Ähnliches gemacht. Die Initiative hat es sich lt. den Verantwortlichen zur Aufgabe gemacht, das Friedhofsgelände wiederherzurichten, um so das Gedenken an die verblichene jüdische Gemeinde weiterhin aufrechtzuerhalten. Vom einst so florierenden jüdischen Leben in Deutschland bliebe seit der Zeit vor dem Zweiten Weltkrieg nur noch die Erinnerung, die es nun aufrechtzuerhalten galt. Im Zusammenhang mit diesem Einsatz gab es am Samstag, den 9. Juni 2012, einen Stadtrundgang durch Lüdenscheid, bei dem Orte des jüdischen Lebens in Lüdenscheid aufgesucht wurden.